# Comporta (Alcácer do Sal)
Comporta (en portugués Comporta) es una freguesia portuguesa del municipio de Alcázar del Sal en el distrito de Setúbal con 150,54 km² de área y 1268 habitantes (2011). Densidad: 8,4 hab/km².
Creada por la ley 38/89 de 24 de agosto por separación de la freguesia de Santa María del Castillo la freguesia de Comporta está limitada al norte por el estuario del río Sado cuya Reserva Natural forma parte del territorio de ella y al oeste por la península de Troia de la que queda separada por el arroyo de Comporta.
La playa de Comporta (que pertenece administrativamente al concejo contiguo de Grándola) es una atracción turística importante. Un Museo del Arroz da cuenta de la histórica dedicación de la zona a este cultivo.